# Комиссаров, Андрей
Андрей Комиссаров (род. 16 апреля 1983, Усть-Катав, Челябинская область) — российский дзюдоист, победитель первенства России среди юниоров, победитель и призёр первенств России среди молодёжи, бронзовый призёр чемпионатов России 2004 и 2005 годов, Мастер спорта России международного класса. Выступал в полутяжёлой весовой категории (до 90 кг).
Член президиума Федерации дзюдо Челябинской области.

## Спортивные результаты
- Первенство России по дзюдо среди юниоров 2001 года — ;
- Первенство России по дзюдо среди молодёжи 2003 года — ;
- Первенство России по дзюдо среди молодёжи 2004 года — ;
- Чемпионат России по дзюдо 2004 года — ;
- Чемпионат России по дзюдо 2005 года — .
- Первенство России по дзюдо среди молодёжи 2005 года — ;